# Dudu Topaz
Dudu Topaz ( hebreiska : דודו טופז), född 20 september 1946 i Haifa, Palestina, död 20 augusti 2009 i Ramla, Israel, var en israelisk TV-personlighet, komiker, skådespelare, manusförfattare, dramatiker, författare och radio- och TV-värd.

## Biografi
David Goldenberg, senare Dudu Topaz var son till Lilly och Eliyahu Goldenberg. Hans far var radiouppläsare, skådespelare och regissör. Efter sin militärtjänst studerade Topaz skådespeleri i London. Vid sin återkomst till Israel uppträdde han med Haifateatern och dök upp i underhållningsshower runt om i landet. Han var gift tre gånger och hade tre söner.

## Underhållningskarriär
På 1970-talet deltog han i en israelisk radioshow kallad "לצון נופל על לצון" (ungefär: En skojare faller för ett spratt.). Hans första arbete för TV var som engelsklärare i israeliska Educational Television. I början av 1980-talet började Topaz att regissera TV-spel som visades i kanal 1. Det mest framgångsrika av dessa var showen Play It (שחק אותה). Topaz var också TV-värd i israeliska public service-TV, Kanal 1, på 1980-talet och i början av 1990-talet, och gjorde några framgångsrika sketchkomedier på scenen.
På 1990-talet var han värd för den populära showen Rashut Habidur (Underhållningsexperten), senare omdöpt till Ha'Rishon Ba'Bidur (Den förste med underhållning), som sändes under elva säsonger åren 1994-2004 på den kommersiella Kanal 2, och är en av de högst rankade som någonsin sänts på kommersiell TV i Israel. Efter att showen avslutades, var Topaz värd på flera andra shower på andra kanaler, men maj 2007 meddelade han att han skulle övergå till andra uppgifter inom skådespeleri och dokumentärfilm.

## Åtal och självmord
I maj 2009 greps Topaz misstänkt för beställning, organisering och betalning av en serie attacker mot TV-cheferna Avi Nir och Shira Margalit och showbizagenten Boaz Ben-Zion. De tre misshandlades av angriparna och fick allvarliga skador. Topaz anklagades också för att planera attacker mot TV-personerna Zvika Hadar, Erez Tal och Avri Gilad, redaktör Israel Hayom och chefredaktör Amos Regev, hans ex-fru Roni Chen och hennes make Haim Zenati.
Topaz påstods driva denna hämnd på grund av att hans show lades ner, och eftersom han avvisades av konkurrerande kanaler och tidningar, som han erbjöd sig att skriva gästkolumner åt. Den 2 juni 2009 rapporterades det att Topaz hade erkänt att ha beställt övergreppen. Han åtalades senare också för droginnehav, på grund av anklagelser om att under de tre föregående åren ha köpt kokain av Ofir Sasportas, en av de andra misstänkta i fallet.
Den 3 juli 2009 försökte Topaz begå självmord i sin fängelsecell i Abu Kabir-fängelset i Tel Aviv genom en överdos av insulin, som han använde för att kontrollera sin diabetes, men överlevde efter en kort tid på sjukhus. Ett andra självmordsförsök den 20 augusti 2009 lyckades emellertid och Topaz hittades hängd i en dusch (den enda platsen utan videoövervakning) i Nitzanfängelset i Ramla.